# Ferekalsi Debesay
Ferekalsi Debesay Abrha (Tseazega, 10 juni 1986) is een Eritrees wielrenner die van juni 2012 tot en met 2014  voor MTN-Qhubeka reed. Zijn jongere broer Mekseb is ook wielrenner.
Debesay zorgde tijdens de Omloop Het Nieuwsblad 2013 voor ongerustheid. Hij werd namelijk gedurende een paar uur vermist totdat hij uiteindelijk volledig uitgeput over de eindstreep reed.

## Belangrijkste overwinningen
2009
Proloog en 4e etappe Ronde van Egypte
2010
 Afrikaans kampioen ploegentijdrit, Elite
5e en 9e etappe Ronde van Rwanda
2011
 Eritrees kampioen op de weg, Elite
 Afrikaans kampioen ploegentijdrit, Elite
2012
 Afrikaans kampioen ploegentijdrit, Elite
2014
4e etappe La Tropicale Amissa Bongo

## Resultaten in voornaamste wedstrijden
| Jaar |  | WK op de weg |
| ---- |  | ------------ |
| 2011 |  | opgave       |

## Ploegen
- 2012 –  MTN Qhubeka (vanaf 27-6)
- 2013 –  MTN-Qhubeka
- 2014 –  MTN-Qhubeka

Abraha · Beneke · Brown · Debesay · Grmay · J.Janse van Rensburg · R.Janse van Rensburg · Jim · Nel · Niyonshuti · Petrus · Potgieter · Russom · Tewelde · van Niekerk · Venter · Wesemann
Ciolek · Debesay · Grmay · Janse van Rensburg · Jim · Konovalovas · Meintjes · Niyonshuti · Pardilla · Potgieter · Reguigui · Reimer · Russom · Sbaragli · Stauff · Tewelde · Thomson · van Niekerk · Venter · Wesemann · van Zyl
Augustyn · Ciolek · Debesay · Dougall · Gerdemann · Grmay · Janse van Rensburg · Jim · Konovalovas · Kudus · Meintjes · Niyonshuti · Pardilla · Potgieter · Reguigui · Reimer · Russom · Sbaragli · Stauff · Teklehaimanot · Tewelde · Thomson · van Niekerk · Venter · Wesemann · van Zyl · Hník (stagiair)